# Axel Wersén
Axel Leonard Wersén, född 28 september 1887 i Adolf Fredriks församling, Stockholm, död 26 oktober 1965 i Lovö församling, Ekerö kommun, Uppland, var en svensk läkare.

## Biografi
Efter studentexamen i Karlstad 1906 avlade Wersén mediko-filosofisk examen 1907, blev medicine kandidat 1911 i Stockholm och medicine licentiat vid Uppsala universitet 1917. Han var underläkare vid Garnisonssjukhuset i Stockholm 1910, fältläkarstipendiat i Fältläkarkårens reserv 1912–17 och bataljonsläkare i samma reserv 1917–21. Han var extra läkare vid Gotlands trupper 1914–15, dito vid Göta livgarde i Stockholm 1916, vid andra livgrenadjärregementet i Linköping 1917 och vid kommendantskapet i Boden 1918. 
Wersén var amanuens vid medicinska och pediatriska poliklinikerna i Uppsala 1913–14 samt dito vid bröstkliniken där 1914. Han var läkare vid Storliens högfjällspensionat somrarna 1915 och 1916, biträdande läkare vid Sätra brunn somrarna 1917–19 och underläkare vid Sävsjö sanatorium 1917. Han var amanuens vid psykiatriska kliniken i Stockholm 1917–18 och dito vid Serafimerlasarettets klinik för nervsjukdomar periodvis 1918–20. 
Wersén var praktiserande läkare i Göteborg 1920–25, läkare vid Betaniastiftelsens sjukhem för vård av sinnessjuka i Göteborg 1923–25, praktiserande läkare i Stockholm 1925–28 och assistentläkare vid Maria sjukhus medicinska avdelning 1926. Han var överläkare vid Mössebergs sanatorium och vattenkuranstalt 1928–32 och praktiserande läkare i Stockholm från 1932. Han blev biträdande läkare vid Långholmens centralfängelse 1941, andre läkare vid Vipeholms sjukhus i Lund 1942 och förste läkare vid sinnessjukavdelningen på Långholmen 1947.
År 1956 var Wersén, tillsammans med Erik Goldkuhl och Bo Gerle, en av de läkare som tog avstånd från den på Vetenskapsakademiens uppdrag och av Olof Dagberg utförda sinnesundersökning, enligt vilken professor Olof Selling vid Naturhistoriska riksmuseet skulle ha varit allvarligt psykiskt störd, den så kallade Sellingaffären.